# Nicole de Savigny
Nicole de Savigny, död 1590, var en fransk adelskvinna. Hon är känd som älskarinna till kung Henrik II av Frankrike under år 1556. Hon var mor till Henry de Saint-Rémy (1557−1621).  Hon hade en tillfällig förbindelse med Henrik under en tid när Diane de Poitiers var bortrest.